# Graphostromataceae
Graphostromataceae M.E. Barr, J.D. Rogers & Y.M. Ju – rodzina grzybów z rzędu próchnilcowców (Xylariales).

## Systematyka i nazewnictwo
Pozycja w klasyfikacji według Index Fungorum
Graphostromataceae, Xylariales, Xylariomycetidae, Sordariomycetes, Pezizomycotina, Ascomycota, Fungi.
Według Index Fungorum bazującego na Dictionary of the Fungi do rodziny tej należą rodzaje:
- Biscogniauxia Kuntze 1891
- Camillea Fr. 1849
- Graphostroma Piroz. 1974
- Obolarina Pouzar 1986
- Theissenia Maubl. 1914
- Vivantia J.D. Rogers, Y.M. Ju & Cand. 1996[1].